# Cessales
Cessales település Franciaországban, Haute-Garonne megyében. Lakosainak száma 161 fő (2022. január 1.). Cessales Toutens, Beauville, Saint-Germier, Saint-Vincent és Trébons-sur-la-Grasse községekkel határos.

## Népesség
A település népességének változása:
| Lakosok száma | 122  | 134  | 159  | 127  | 150  | 167  | 167  | 155  | 158  | 161  |
|               | 1968 | 1982 | 1990 | 2006 | 2013 | 2015 | 2017 | 2019 | 2020 | 2022 |